# Lev Ivànov
Lev Ivànovitx Ivànov, rus: Лев Ива́нович Ива́нов (Moscou, 1834 - Sant Petersburg, 1901) va ser un ballarí i coreògraf de dansa clàssica. A la seva etapa de coreògraf va estar sota la supervisió de Màrius Petipà. Les coreografies d'Ivànov són d'estil més proper a l'era romàntica que a l'era clàssica implantada per Petipà. Ivànov va influir en el treball de Mikhaïl Fokin.

## Biografia
Lev Ivànovitx Ivànov va començar els seus estudis de dansa quan tenia deu anys a l'Escola del Ballet Imperial, on va ser alumne de Jean Petipà, pare de Màrius Petipà. Sent encara estudiant va ballar amb Fanny Elssler. Ivànov tenia talent natural per a la música, podia tocar «per sentit» peces completes del repertori del ballet. Va rebre la invitació per ingressar al Conservatori de Música, però no la va acceptar. Tot i això, va compondre diverses peces musicals que, pel seu desconeixement de la notació musical, mai va poder escriure en partitura.
Quan tenia setze anys va ingressar al Ballet Imperial, sota la direcció de Jules Perrot, mentre continuava estudiant a l'escola de ballet, on es graduà el 1852. Ivànov es va convertir en ballarí principal del Ballet Imperial, on es va destacar pels seus treballs d'actuació i l'execució de papers de caràcter. La que va poder haver estat la seva primera coreografia, La Muette de Portici la va realitzar en 1857, ballant amb Vera Liàdova, que després es convertiria en la seva primera esposa. Un any més tard va començar a donar classes a l'Escola del Ballet Imperial i el 1882 va assolir la posició d'Assaig en cap del ballet del Teatre Mariïnski.
Posteriorment es va convertir en l'assistent de Màrius Petipà. Les seves coreografies sempre van estar subjectes a l'aprovació i la modificació de Petipà. Amb ell, Ivànov va crear ballets com El Trencanous el 1892, els actes II i IV d'El llac dels cignes el 1895 i La flauta màgica el 1893. Mentre Ivànov preparava una nova coreografia per al ballet Sylvia, va emmalaltir i posteriorment va morir.